# Stereonephthya inordinata
Stereonephthya inordinata is een zachte koraalsoort uit de familie Alcyoniidae. De koraalsoort komt uit het geslacht Stereonephthya. Stereonephthya inordinata werd in 1970 voor het eerst wetenschappelijk beschreven door Tixier-Durivault. 